# یمنیتسه
یمنیتسه (به چکی: Jemnice) یک منطقهٔ مسکونی و شهرستان دارای شهرک سابقاً روستا در جمهوری چک است که در منطقه تربیچ واقع شده‌است.
 یمنیتسه  ۴٬۳۴۰ نفر جمعیت دارد.